# 大阪出入国在留管理局
大阪出入国在留管理局（おおさかしゅつにゅうこくざいりゅうかんりきょく）は、大阪府大阪市住之江区にある法務省出入国在留管理庁の地方支分部局のひとつ。大阪府など2府4県を管轄している。出入国管理及び難民認定法に基づき、外国人の入出国・在留・違反手続、難民認定に関する調査等の行政事務を担当する。

## 本局の内部組織
- 大阪出入国在留管理局長（官職・入国審査官）
  - 次長1人（官職・入国審査官）
  - 審査監理官（官職・入国審査官）
  - 警備監理官（官職・入国警備官、階級・警備監）
  - 総務課
  - 会計課
  - 首席審査官7人（官職・入国審査官）
    - 審査管理担当（審査管理部門）
    - 就労審査担当（就労・永住審査部門）
    - 留学・研修審査担当（留学・研修審査部門）
    - 永住審査担当（就労・永住審査部門）
    - 審判担当（審判部門）
    - 実態調査担当（実態調査部門）
    - 情報管理担当（情報管理部門）

  - 首席入国警備官5人（官職・入国警備官）
    - 企画管理担当（企画管理部門）
    - 調査第一担当（調査第一部門）
    - 調査第二担当（調査第二部門）
    - 処遇担当（処遇部門）
    - 執行担当（執行部門）

## 管内支局・出張所等
|                |                            | 所在地                                                               | 業務内容              | 分担区域                                         | 分担区域                                         |
| 在留関係諸申請 | 在留資格認定証明書交付申請 | 所在地                                                               | 業務内容              |                                                  |                                                  |
| -------------- | -------------------------- | -------------------------------------------------------------------- | --------------------- | ------------------------------------------------ | ------------------------------------------------ |
| 本局           | 本局                       | 大阪府大阪市住之江区南港北一丁目29番53号                             |                       | 滋賀県、京都府、大阪府、兵庫県、奈良県、和歌山県 | 滋賀県、京都府、大阪府、兵庫県、奈良県、和歌山県 |
|                | 茨木分室 情報管理部門分室  | 大阪府茨木市郡山1-11-1 茨木法務総合庁舎                              | 審査記録管理          | -                                                | -                                                |
| 大津出張所     | 大津出張所                 | 滋賀県大津市京町3-1-1 大津びわ湖合同庁舎6階                          | 在留審査一般          | 滋賀県、京都府                                   | 滋賀県、京都府                                   |
| 京都出張所     | 京都出張所                 | 京都府京都市左京区丸太町川端東入ル東丸太町34-12 京都第二地方合同庁舎 | 在留審査一般          | 京都府、滋賀県                                   | 京都府、滋賀県                                   |
| 舞鶴港出張所   | 舞鶴港出張所               | 京都府舞鶴市字下福井901 舞鶴港湾合同庁舎                             | 在留審査一般 海港業務 | 京都府、兵庫県                                   | 京都府、兵庫県                                   |
| 奈良出張所     | 奈良出張所                 | 奈良県奈良市東紀寺町3-4-1 奈良第二法務総合庁舎                       | 在留審査一般          | 奈良県、和歌山県                                 | 奈良県、和歌山県                                 |
| 和歌山出張所   | 和歌山出張所               | 和歌山県和歌山市築港6-22-2 和歌山港湾合同庁舎                        | 在留審査一般 海港業務 | 和歌山県、奈良県                                 | 和歌山県、奈良県                                 |
| 関西空港支局   | 関西空港支局               | 大阪府泉南郡田尻町泉州空港中一番地 関西空港CIQ棟                     | -                     | 関西空港                                         | 関西空港                                         |
| 神戸支局       | 神戸支局                   | 兵庫県神戸市中央区海岸通29 神戸地方合同庁舎                          | -                     | 兵庫県                                           | 兵庫県                                           |
|                | 姫路港出張所               | 兵庫県姫路市飾磨区須加294-1 姫路港湾合同庁舎                         | 在留審査一般 海港業務 | 兵庫県                                           | 兵庫県                                           |